# Francesc Soler Rovirosa

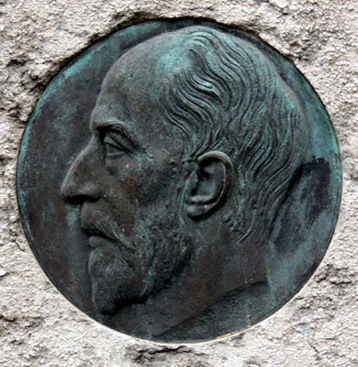
Francesc Soler Rovirosa.

Francesc Soler Rovirosa (Barcelona, 1836-1900) fue un pintor escenógrafo español, considerado como el escenógrafo más importante de la historia de Cataluña.

## Biografía
Procedía de una familia acaudalada; la escenografía era para él una vocación. La pasión por la pintura la heredó de su madre. Estudió dibujo en la Escuela Llotja de Barcelona con Mariano Carreras Vila. Viajó por Francia, Bélgica y Reino Unido y, durante siete años, residió en París donde trabajó en los talleres del pintor-escenógrafo Charles-Antoine Cambon y en el de Joseph Thierry. También trabajó con Riquer, Henri Philastre, Félix Câgé, Carpezat y Gosse. Estos escenógrafos fueron los que le convirtieron a la escuela naturalista francesas, desde la tradición italianizante en vigor en Barcelona a partir de 1700, cuando se afincó el escenógrafo boloñés Ferdinando Galli, conocido como Bibiena.
Volvió a Barcelona en 1869, tras la muerte del escenógrafo Ballester, que era su compañero de viaje y de formación. Formó sociedad con Francesc Pla fundando el Teatro del Circo Barcelonés. Pintó seis decorados para el estreno en el Gran Teatro del Liceo (1870) de la ópera Don Carlos de Verdi. En 1870, se convirtió en el escenógrafo-jefe del Teatro Lírico de Evaristo Arnús y Ferrer, que estaba en el Paseo de Gracia, estableciendo su estudio en la calle Diputación. Participó activamente en el asesoramiento artístico de la Exposición Universal de Barcelona de 1888.
En 1893 dio una conferencia en el Ateneo Barcelonés titulada «La escenografía, notas históricas», en la que explicó las principales características del teatro catalán, su trayectoria artística, así como un análisis de la evolución cromática, la iluminación y de las formas de las escenografías, hasta ese momento.

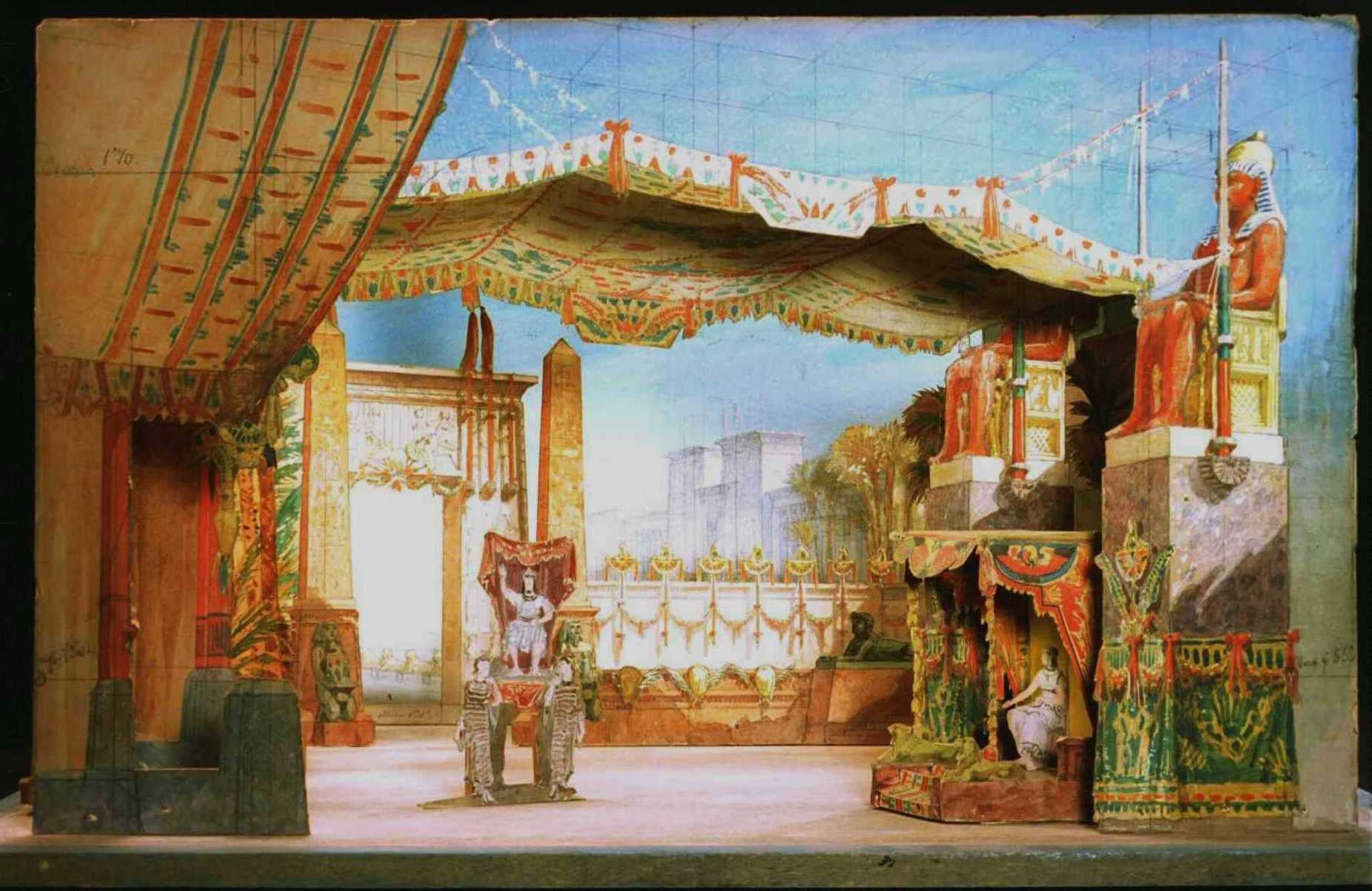
Teatrín para la ópera Aida de Giuseppe Verdi, representada en el Teatro Principal de Barcelona el 16 de abril de 1876, conservado en el fondo escenográfico del Centre de Documentació i Museu de les Arts Escèniques (MAE)

Era una persona escrupolosa, detallista en extremo, al que se recuerda por su afición a retocar sus decorados hasta minutos antes de iniciarse al función. Se le definía como un 'señor', experto en figurines, con gran afición a pintar ruinas y abierto a los cambios.
Desde 1870 hasta su muerte, se convertirá en la principal figura de la escenografía catalana. En aquel momento, la escenografía no sólo se limitaba a trabajos teatrales, sino que también se ocupaba del ornamento de la ciudad en fiestas señaladas, de las recepciones de altos personajes, del montaje de los monumentos al Santísimo de Semana Santa (tras el oficio del Jueves Santo), de la decoración de interiores, etc.

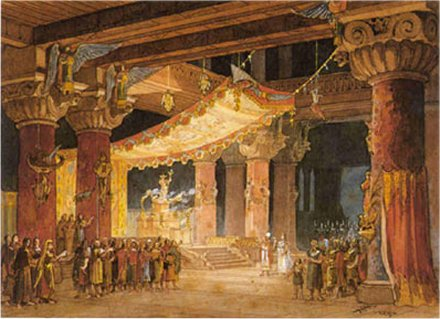
Decorado de Soler y Rovirosa para la ópera Samson et Dalila de Camille Saint-Saëns para el Gran Teatro del Líceo de Barcelona en 1897.

Cuando conoció al coreógrafo Ricard Moragas, surgió la colaboración entre ambos. Hicieron varias obras en óperas y bailes, para teatros de España, Puerto Rico y Cuba. Se dedicó, con preferencia, al decorado para obras wagnerianas. Creó decorados para teatros de Francia, Venezuela y Estados Unidos ('Castles in Spain' para el Haverly's Niblo's Garden Theater).
Su obra es extensa. Obtuvo grandes éxitos en las representaciones para el Teatro Principal en Barcelona de las comedias de magia: La redoma encantada y La pata de cabra; en el Gran Teatro del Liceo con 'En pólvora', 'El Comte Arnau', 'Aida' y 'La Valquiria'.
También recibió encargos no tan notorios como el de decorar al estilo Isabelino de la época, la Herboristeria del Rei situada, hoy todavía, en la calle del vidre número 1 de Barcelona. Una de las tiendas más antiguas de la ciudad condal, fechada en 1823.
Soler y Rovirosa fue quien introdujo en Barcelona los telones cortos de primeros planos, el uso de bambalinas para reproducir el techo o el cielo, incorporó los efectos luminosos a la escenografía mediante luz eléctrica, introdujo la oscuridad en el patio de butacas (antes no se apagaban las luces de las salas, permitiendo lucir a las señoras, lo que fue muy criticado en su momento), etc. introduciendo así al espectador en un mundo de fantasía. Fue el maestro de los escenógrafos catalanes, creando una escuela de escenografía que continuó su obra.
En 1912, Carles Costa propuso erigirle un monumento, para que todo el mundo recordase a este artista del arte efímero. Cuando en 1930, se le erigió un monumento en los Jardines de la Reina Victoria (Gran Vía, entre Rambla de Cataluña y Paseo de Gracia), con una escultura de Frederic Marès, la suscripción popular para costearlo se cubrió de inmediato. En 1927 el Instituto del Teatro de Barcelona organizó una exposición sobre su obra que visitaron 10 000 personas en 8 días.

## Obra
- El Centre de Documentació i Museu de les Arts Escèniques (MAE) del Instituto del Teatro de Barcelona conserva su fondo escenográfico de casi 3.000 documentos, entre teatrines, esbozos y figurines.
- En el Gran Teatro del Liceo de Barcelona, guardan varios trabajos de él.
- Vista del Puerto de Barcelona (2,18 X 7,30 metros) Museo Marítimo de Barcelona.
- Tiene dedicada una Sala del Museo de Arte Escénico de Barcelona.